# Georg Baselitz
Georg Baselitz (n. 23 ianuarie 1938, Kamenz, Saxonia, Germania Nazistă) este un pictor, sculptor și grafician german. În anii 1960 a devenit bine cunoscut pentru picturile sale figurative de stil neoexpresionist. În 1969, a început să-și picteze figurile cu capul în jos, într-un efort de a depăși reprezentativitatea și de a sublinia artificiul picturii. Inspirat din nenumărate influențe, inclusiv arta epocii sovietice, perioada manieristă și sculpturile africane, el și-a dezvoltat stilul artistic caracteristic.

## Viața
Georg Baselitz s-a născut pe 23 ianuarie 1938 în Deutschbaselitz (acum parte a orașului Kamenz, Saxonia), în ceea ce avea să devină mai târziu Republica Democrată Germană. Tatăl său era învățător, iar familia locuia în clădirea școlii locale.
Baselitz a urmat școala locală din Kamenz. În sala de adunări a școlii era expusă o reproducere a tabloului „Wermsdorfer Wald” (1859) de Louis-Ferdinand von Rayski, un artist a cărui abordare realistă a avut o influență semnificativă asupra lui Baselitz. De asemenea, a fost atras de scrierile lui Jakob Böhme. Până la vârsta de 15 ani, pictase deja portrete, subiecte religioase, naturi statice și peisaje, unele într-un stil futurist.
În 1955, a aplicat pentru a studia la Kunstakademie Dresden, dar a fost respins. În 1956, a reușit să se înscrie la Hochschule für Bildende und Angewandte Kunst din Berlinul de Est. Acolo a studiat sub îndrumarea profesorilor Walter Womacka și Herbert Behrens-Hangler, legând prietenii cu Peter Graf și A. R. Penck (născut Ralf Winkler). După două semestre, a fost exmatriculat pentru „imaturitate sociopolitică” deoarece nu s-a aliniat ideilor socialiste ale Germaniei de Est.
În 1957, și-a reluat studiile la Universitatea de Arte din Berlinul de Vest (Hochschule der Künste), unde s-a stabilit și a cunoscut-o pe viitoarea sa soție, Johanna Elke Kretzschmar. În 1961, a participat la cursurile de master ale lui Hann Trier și și-a finalizat studiile în anul următor. Cursurile lui Trier erau descrise ca fiind un mediu creativ dominat în mare parte de abstracția gestuală din Tachism și Art Informel. La Hochschule der Künste, Baselitz s-a adâncit în teoriile lui Ernst Wilhelm Nay, Wassily Kandinsky și Kazimir Malevici. În această perioadă, a devenit prieten cu Eugen Schönebeck și Benjamin Katz. Istoricul de artă Andreas Franzke descrie principalele influențe artistice ale lui Baselitz din acea vreme ca fiind Jackson Pollock și Philip Guston.
În 1961, și-a adoptat numele de Georg Baselitz ca un omagiu adus orașului său natal.
Din 2013, el și soția sa locuiesc în Salzburg, Austria, și au obținut cetățenia austriacă în 2015. S-a căsătorit cu Kretzschmar în 1962 și este tatăl a doi fii, Daniel Blau și Anton Kern, ambii galeristi.